# اتفاقية الأمم المتحدة لمكافحة الجريمة المنظمة

اتفاقية الأمم المتحدة لمكافحة الجريمة المنظمة هي معاهدة متعددة الأطراف برعاية الأمم المتحدة لعام 2000 لمكافحة الجريمة المنظمة. اعتمدت الاتفاقية بقرار من الجمعية العامة للأمم المتحدة في 15 نوفمبر 2000. تسمى أيضا اتفاقية باليرمو وبروتوكولاتها الثلاثة (بروتوكولات باليرمو) هي:
- بروتوكول منع وقمع ومعاقبة الاتجار بالأشخاص، وبخاصة النساء والأطفال.
- بروتوكول مكافحة تهريب المهاجرين عن طريق البر والبحر والجو.
- بروتوكول مكافحة صنع غير المشروع والاتجار في الأسلحة النارية.

كل أربعة من هذه البروتوكولات تحتوي على عناصر القانون الدولي الحالي بشأن الاتجار بالبشر وتهريب الأسلحة وتبييض الأموال. يعمل مكتب الأمم المتحدة المعني بالمخدرات والجريمة بوصفه راعيا للاتفاقية وبروتوكولاتها.
دخلت الاتفاقية حيز التنفيذ في 29 سبتمبر 2003. اعتبارا من يناير 2015 فقد صدق على الاتفاقية 185 طرف وهم 180 دولة عضو في الأمم المتحدة وجزر كوك والكرسي الرسولي ونييوي وفلسطين والاتحاد الأوروبي. 13 دولة عضوة في الأمم المتحدة ليست طرفا في الاتفاقية (* يشير إلى أن الدولة قد وقعت ولكن لم تصدق على الاتفاقية):
- بوتان
- جمهورية الكونغو*
- فيجي
- إيران*
- اليابان*
- كوريا الشمالية
- كوريا الجنوبية*
- بالاو
- بابوا غينيا الجديدة
- جزر سليمان
- الصومال
- جنوب السودان
- توفالو